# Investir
Investir est un hebdomadaire français d’information financière et de conseil boursier, au format tabloïd, fondé en 1974 et également un magazine mensuel. Les parutions regroupent des conseils, des études économiques, de la fiscalité et l’avis des professionnels. 
Investir, qui appartient au Groupe Les Échos, propriété de LVMH, publie notamment : 
- Investir, hebdomadaire français d'information financière et du conseil boursier ;
- Investir Magazine, magazine patrimonial mensuel ;
- Investir.fr, site Internet d'information boursière (cours, actualités) et de conseils en direct.

Fin janvier 2011, Investir a fusionné avec Le Journal des Finances pour créer un nouvel hebdomadaire, Investir-Le Journal des Finances.
L'éditeur est la société Investir Publications.

## Historique
Investir a été fondé en 1974 par une équipe de journalistes menée par Gérard Vidalenche qui a quitté La Vie française après sa fusion avec L'Opinion économique et financière, lui-même issu du journal boursier quotidien Le Pour et le Contre, fondé en 1890).
Il est acquis en 1993 par Bernard Arnault.
Investir est devenu leader de son métier dans les années 1980, dépassant le leader historique qu’était La Vie financière :
- L’hebdomadaire Investir est en 2008 le premier hebdomadaire financier pour les professionnels de la finance, avec un taux de pénétration de 36,6 % auprès des conseillers et gestionnaires de patrimoine en 2008 (source Ipsos, étude sur les professionnels des marchés financiers).
- Le site Internet Investir.fr est en 2008 le « premier site média financier » pour les investisseurs actifs, avec un taux de pénétration de 31,1 %.